# Balçıkhisar, Mahmudiye
Balçıkhisar là một xã thuộc huyện Mahmudiye, tỉnh Eskişehir, Thổ Nhĩ Kỳ. Dân số thời điểm năm 2011 là 193 người.